# Astra Daihatsu Motor
PT Astra Daihatsu Motor (также известная как ADM) — автомобилестроительная компания, базирующаяся в Джакарте, Индонезия. Является совместным предприятием Daihatsu, Astra International и Toyota Tsusho, а также крупнейшим автопроизводителем в Индонезии по объёму производства и установленной производственной мощности. Компания ADM также поставляла большинство моделей марки Toyota, продаваемых в Индонезии, включая компактные автомобили, такие как Avanza, Rush, Agya и Calya.
Компания ADM была создана в результате слияния в 1992 году трёх компаний: PT Daihatsu Indonesia, PT Daihatsu Engine Manufacturing Indonesia и PT National Astra Motor. В 2002 году компания Daihatsu увеличила свою долю с 40 до 61,75%. Дистрибуцией, продажами и послепродажным обслуживанием автомобилей Daihatsu занимается подразделение Daihatsu Sales Operation (AI-DSO) компании Astra International.

## История
В 1973 году компания Astra International получила права на импорт автомобилей Daihatsu в Индонезию. В 1976 году компания Astra стала единственным агентом, импортёром и дистрибьютором автомобилей Daihatsu на индонезийском рынке. В 1978 году компании Astra International, Daihatsu и Nichimen Corporation основали компанию PT Daihatsu Indonesia в качестве сталелитейного завода. В 1983 году был создан завод по производству двигателей PT Daihatsu Engine Manufacturing Indonesia (DEMI). Компания PT Nasional Astra Motor была основана в 1987 году как единственный агент и импортёр Daihatsu. В 1992 году все эти три компании объединились в ADM.
В 2003 году компания ADM и её партнёр Toyota Astra Motor представили автомобили Toyota Avanza и Daihatsu Xenia. Они являются частью первого совместного проекта Toyota, Daihatsu и Astra и объединили опыт Toyota в Toyota Production System (TPS) и опыт Daihatsu в производстве недорогих автомобилей. В настоящее время производственная мощность завода ADM ограничена до 80000 автомобилей в год. К 2005 году было нанято до 200000 человек. После ряда расширений и открытия нового завода в Караванге число сотрудников расширилось до 530000 человек.

## Оборудование
Компания ADM насчитывает 5 заводов: сборочный завод Sunter, завод прессов Sunter, литейный завод в Караванге, завод по производству двигателей в Караванге и сборочный завод в Караванге, поддерживаемый центром запчастей в Чибитунге, с общей установленной производственной мощностью 530 000 единиц в год. Также компания ADM управляет центром исследований и разработок (НИОКР) в Караванге. Объект оснащён дизайн-студией, испытательными курсами курсами для испытаний техники на более чем 20 смоделированных типах дорожных условий, а также инженерным центром.

## Модельный ряд

### Выпускаемые модели
| Модель        | Модель   | Начало производства в Индонезии | Текущая модель               | Текущая модель | Статус                              |
| Модель        | Модель   | Начало производства в Индонезии | Проект (кодовое обозначение) | Рестайлинг     | Статус                              |
| ------------- | -------- | ------------------------------- | ---------------------------- | -------------- | ----------------------------------- |
| Хетчбэк       |          |                                 |                              |                |                                     |
|               | Ayla     | 2013                            | 2023 (A350)                  | —              | Выпускается в Индонезии             |
|               | Sirion   | 2007                            | 2018 (M800)                  | 2022           | Импортируется из Малайзии (Perodua) |
| SUV/кроссовер |          |                                 |                              |                |                                     |
|               | Rocky    | 2021                            | 2021 (A250)                  | —              | Выпускается в Индонезии             |
|               | Terios   | 2006                            | 2017 (F800)                  | 2023           | Выпускается в Индонезии             |
| MPV           |          |                                 |                              |                |                                     |
|               | Sigra    | 2016                            | 2016 (B400)                  | 2022           | Выпускается в Индонезии             |
|               | Xenia    | 2003                            | 2021 (W100)                  | –—             | Выпускается в Индонезии             |
|               | Luxio    | 2009                            | 2009 (S400)                  | 2014           | Выпускается в Индонезии             |
| LCV           |          |                                 |                              |                |                                     |
|               | Gran Max | 2007                            | 2007 (S400)                  | 2022           | Выпускается в Индонезии             |

#### Toyota
- Toyota Agya/Wigo (2012 — настоящее время)
- Toyota Avanza (2003 — настоящее время)
- Toyota Calya (2016 — настоящее время)
- Toyota Raize (2021 — настоящее время)
- Toyota Rush (2006 — настоящее время)
- Toyota LiteAce/TownAce (2008 — настоящее время, экспорт)

#### Mazda
- Mazda Bongo (2020 — настоящее время, экспорт)

### Модели, снятые с производства

#### Выпускавшиеся в Индонезии
- Daihatsu Ceria (2001—2007)
- Daihatsu Charade (1977—1998)
- Daihatsu Classy (1990—1998)
- Daihatsu Delta (1998)
- Daihatsu Feroza (1984–2002)
- Daihatsu Hijet (1977—1986)
- Daihatsu Hi-Max (2016—2019)
- Daihatsu Hiline (1986—2007)
- Daihatsu Rocky (1988—1997)
- Daihatsu Taft (1976—2007)
- Daihatsu Zebra (1986—1995)
- Daihatsu Zebra Espass (1995—2007)

#### Импортировавшиеся
- Daihatsu Copen (2015—2018, импортирован из Японии)
- Daihatsu Hijet (1972—1977, импортирован из Японии)
- Daihatsu YRV (2001—2003, импортирован из Японии)